# I giorni del padrino
I giorni del padrino (The Gangster Chronicles) è una miniserie televisiva statunitense in 13 episodi trasmessi per la prima volta nel corso di una sola stagione nel 1981.
È una serie del genere biografico incentrata sulle vicende della criminalità organizzata negli Stati Uniti durante il periodo dei gangster. Tra i criminali realmente esistiti sono ritratti Bugsy Siegel, Lucky Luciano e Al Capone.

## Personaggi e interpreti
- Charles "Lucky" Luciano, interpretato da Michael Nouri.
- Benjamn "Bugsy" Siegel, interpretato da Joe Penny.
- Michael Lasker, interpretato da Brian Benben.
- Stella Siegel, interpretata da Kathleen Lloyd.
- Ruth Lasker, interpretato da Madeleine Stowe.
- Joy Osler, interpretato da Chad Redding.
- Chris Brennan, interpretato da Markie Post.
- Goodman, interpretato da Allan Arbus.
- Al Capone, interpretato da Louis Giambalvo.
- Frank Costello, interpretato da James Andronica.
- Vito Genovese, interpretato da Robert Davi.
- Salvatore Maranzano, interpretato da Joseph Mascolo.
- Vincent "Mad Dog" Coll, interpretato da David Wilson.
- Thomas E. Dewey, interpretato da Kenneth Tigar.
- Giuseppe "Joe the Boss" Masseria, interpretato da Richard S. Castellano.
- Thomas "Three Finger Brown" Lucchese, interpretato da Jon Polito.
- Dutch Schultz, interpretato da Jonathan Banks.
- Narratore, interpretato da E.G. Marshall.
- Rothstein, interpretato da George DiCenzo.
- Moglie di Farmer, interpretata da Muriel Minot.
- Bugsy Siegel, interpretato da Mitchell S. Benson.
- Owney Madden, interpretato da Michael Ensign.
- Charlie Solomon, interpretato da Thom Rachford.

## Produzione
La serie fu prodotta da Universal TV e girata a Capitola e a Santa Cruz in California. Le musiche furono composte da Billy Goldenberg.

### Registi
Tra i registi della serie è accreditato Richard C. Sarafian.

### Sceneggiatori
Tra gli sceneggiatori della serie sono accreditati:
- David Assael
- Art Eisenson
- Stephen McPherson
- Mark Rodgers

## Distribuzione
La serie fu trasmessa negli Stati Uniti dal 2 febbraio 1981 all'8 maggio 1981 sulla rete televisiva NBC. In Italia è stata trasmessa dall'ottobre del 1984 su Italia 1 con il titolo I giorni del padrino.
Alcune delle uscite internazionali sono state:
- negli Stati Uniti il 2 febbraio 1981 (The Gangster Chronicles)
- in Svezia il 20 settembre 1984 (Gangsterkriget)
- in Francia l'8 luglio 1988 (Chronique des années 30 o Terre des gangs)
- in Spagna (Crónica de gángsters)
- in Italia (I giorni del padrino)

## Episodi
| Stagione       | Episodi | Prima TV USA |
| -------------- | ------- | ------------ |
| Prima stagione | 13      | 1981         |